# Airmont (Virginia)
Airmont ist ein gemeindefreies Gebiet in Loudoun County im US-Bundesstaat Virginia. Airmont liegt an der Kreuzung der Snickersville Turnpike (Virginia Secondary Route 734) mit der Airmont Road (Virginia Secondary Route 719). 
Die Kreisstadt Leesburg ist 25 km entfernt, die Hauptstadt Washington, D.C. ist rund 94 km östlich von Airmont gelegen.
Koordinaten: 39° 5′ N, 77° 47′ W